# Сабельці
Са́бельці (рос. Сабельцы) — присілок у складі Нагорського району Кіровської області, Росія. Входить до складу Мулінського сільського поселення.
Населення становить 9 осіб (2010, 18 у 2002).
Національний склад станом на 2002 рік — росіяни 100 %.